# حبيل السوق (المسيمير)

تعديل مصدري - تعديل

حبيل السوق هي إحدى قرى عزلة المسيمير بمديرية المسيمير التابعة لمحافظة لحج، بلغ تعداد سكانها 48 نسمة حسب تعداد اليمن لعام 2004.